# Fußball-Club Bayern München 2015-2016 (femminile)
Questa voce raccoglie le informazioni riguardanti la sezione di calcio femminile del Fußball-Club Bayern München nelle competizioni ufficiali della stagione 2015-2016.

## Stagione
Nella stagione 2015-2016 il Bayern Monaco ha disputato la Frauen-Bundesliga, massima serie del campionato tedesco femminile di calcio, concludendo al primo posto con 57 punti conquistati in 22 giornate, frutto di 18 vittorie, 3 pareggi e 1 sconfitta, vincendo il campionato tedesco per la terza volta nella sua storia, la seconda Frauen-Bundesliga consecutiva. Nella DFB-Pokal ha raggiunto le semifinali, dove è stato eliminato dal Sand.

## Rosa
Rosa, ruoli e numeri di maglia come da sito Federcalcio tedesca (DFB)
| N. |                        | Ruolo | Calciatrice       |
| -- | ---------------------- | ----- | ----------------- |
| 2  | Stati Uniti (bandiera) | D     | Gina Lewandowski  |
| 4  | Spagna (bandiera)      | C     | Verónica Boquete  |
| 5  | Svizzera (bandiera)    | D     | Caroline Abbé     |
| 6  | Germania (bandiera)    | D     | Katharina Baunach |
| 7  | Germania (bandiera)    | C     | Melanie Behringer |
| 8  | Germania (bandiera)    | C     | Melanie Leupolz   |
| 9  | Svizzera (bandiera)    | C     | Vanessa Bürki     |
| 10 | Paesi Bassi (bandiera) | A     | Vivianne Miedema  |
| 11 | Germania (bandiera)    | A     | Lena Lotzen       |
| 13 | Giappone (bandiera)    | A     | Mana Iwabuchi     |
| 14 | Germania (bandiera)    | C     | Sarah Romert      |
| 15 | Norvegia (bandiera)    | D     | Nora Holstad      |
| 16 | Stati Uniti (bandiera) | A     | Kathie Stenge     |
| 16 | Stati Uniti (bandiera) | C     | Claire Falknor    |
| 17 | Germania (bandiera)    | A     | Eunice Beckmann   |
| 18 | Scozia (bandiera)      | A     | Lisa Evans        |

| N. |                        | Ruolo | Calciatrice           |
| -- | ---------------------- | ----- | --------------------- |
| 19 | Austria (bandiera)     | D     | Carina Wenninger      |
| 20 | Germania (bandiera)    | D     | Leonie Maier          |
| 21 | Italia (bandiera)      | D     | Raffaella Manieri     |
| 22 | Germania (bandiera)    | C     | Jenny Gaugigl         |
| 23 | Germania (bandiera)    | C     | Ricarda Walkling      |
| 25 | Austria (bandiera)     | C     | Viktoria Schnaderbeck |
| 27 | Austria (bandiera)     | C     | Laura Feiersinger     |
| 28 | Stati Uniti (bandiera) | C     | Kristie Mewis         |
| 29 | Germania (bandiera)    | A     | Nicole Rolser         |
| 31 | Austria (bandiera)     | P     | Manuela Zinsberger    |
| 32 | Finlandia (bandiera)   | P     | Tinja-Riikka Korpela  |
| 33 | Germania (bandiera)    | C     | Sara Däbritz          |
| 41 | Germania (bandiera)    | P     | Fabienne Weber        |
|    | Germania (bandiera)    | C     | Anita Wimmer          |
|    | Germania (bandiera)    | A     | Melike Pekel          |

## Calciomercato

### Sessione estiva
| Acquisti | Acquisti         | Acquisti           | Acquisti   |
| R.       | Nome             | da                 | Modalità   |
| -------- | ---------------- | ------------------ | ---------- |
| C        | Verónica Boquete | 1. FFC Francoforte | svincolata |
| C        | Sara Däbritz     | Friburgo           | svincolata |
| C        | Kristie Mewis    | Boston Breakers    | svincolata |
| A        | Lisa Evans       | Turbine Potsdam    | svincolata |
| A        | Nicole Rolser    | Liverpool          | svincolata |

| Cessioni | Cessioni             | Cessioni         | Cessioni   |
| R.       | Nome                 | a                | Modalità   |
| -------- | -------------------- | ---------------- | ---------- |
| P        | Katja Schroffenegger | Bayer Leverkusen | svincolata |
| C        | Dagný Brynjarsdóttir | Selfoss          | svincolata |

### Sessione invernale
| Acquisti | Acquisti       | Acquisti       | Acquisti                  |
| R.       | Nome           | da             | Modalità                  |
| -------- | -------------- | -------------- | ------------------------- |
| C        | Claire Falknor | Florida Gators | svincolata                |
| C        | Anita Wimmer   |                | aggregata dalle giovanili |

| Cessioni | Cessioni      | Cessioni          | Cessioni   |
| R.       | Nome          | a                 | Modalità   |
| -------- | ------------- | ----------------- | ---------- |
| A        | Kathie Stenge | Washington Spirit | svincolata |

## Risultati

### Frauen-Bundesliga

#### Girone di andata
| Arbitro: | Rafalski (Baunatal) |

|                            |           |                    |
| Evans 65’ Däbritz 76’, 84’ | Marcatori | 51’ Kellond-Knight |

| Arbitro: | Müller-Schmäh (Potsdam) |

|  |           |                               |
|  | Marcatori | 24’ Holstad Berge 58’ Däbritz |

| Arbitro: | Baitinger (Friesenheim) |

|          |           |  |
| Abbé 36’ | Marcatori |  |

| Arbitro: | Wozniak (Herne) |

|  |           |                       |
|  | Marcatori | 61’ Evans 81’ Leupolz |

| Arbitro: | Hussein (Bad Harzburg) |

|            |           |           |
| Arnold 76’ | Marcatori | 57’ Mewis |

| Arbitro: | Müller-Schmäh (Potsdam) |

|           |           |  |
| Rolser 1’ | Marcatori |  |

| Arbitro: | Baitinger (Friesenheim) |

|  |           |                 |
|  | Marcatori | 22’ Lewandowski |

| Arbitro: | Diekmann (Dortmund) |

|                                      |           |  |
| Lewandowski 11’ Behringer 16’ (rig.) | Marcatori |  |

| Arbitro: | Rafalski (Baunatal) |

|  |           |                                                    |
|  | Marcatori | 8’, 42’, 75’ Miedema 39’ Lewandowski 80’ Behringer |

| Arbitro: | Hussein (Bad Harzburg) |

|                     |           |                |
| Abbé 5’ Däbritz 88’ | Marcatori | 48’ Brüggemann |

| Arbitro: | Wozniak (Herne) |

|           |           |                                |
| Billa 83’ | Marcatori | 14’, 90+3’ Däbritz 20’ Leupolz |

#### Girone di ritorno
| Arbitro: | Baitinger (Friesenheim) |

|  |           |                             |
|  | Marcatori | 21’ Lewandowski 48’ Miedema |

| Arbitro: | Kunkel (Amburgo) |

|             |           |  |
| Miedema 77’ | Marcatori |  |

| Arbitro: | Muller-Schmah (Potsdam) |

|              |           |               |
| Wullaert 90’ | Marcatori | 58’ Behringer |

| Arbitro: | Illing (Limbach-Oberfrohna) |

|                                  |           |  |
| Behringer 43’ Ulbrich 48’ (aut.) | Marcatori |  |

| Arbitro: | Derlin (Bad Schwartau) |

|                                                      |           |             |
| Miedema 2’, 22’, 69’ Behringer 10’ (rig.) Rolser 57’ | Marcatori | 24’ Melhado |

| Arbitro: | Appelmann (Alzey) |

|  |           |                                       |
|  | Marcatori | 55’ Behringer 79’ Miedema 84’ Däbritz |

| Arbitro: | Hussein (Bad Harzburg) |

|  |           |               |
|  | Marcatori | 31’ Bartusiak |

| Arbitro: | Appelmann (Alzey) |

|  |           |                                       |
|  | Marcatori | 39’ Miedema 68’ Behringer 75’ Däbritz |

| Arbitro: | Müller-Schmäh (Potsdam) |

|                                                |           |  |
| Miedema 25’, 50’, 57’ Iwabuchi 27’ Däbritz 79’ | Marcatori |  |

| Arbitro: | Baitinger (Friesenheim) |

|  |           |             |
|  | Marcatori | 56’ Miedema |

| Arbitro: | Kunkel (Amburgo) |

|              |           |            |
| Iwabuchi 60’ | Marcatori | 55’ Hartig |

### DFB-Pokal
| Arbitro: | Marina Wozniak (Herne) |

|  |           |                                        |
|  | Marcatori | 46’ Däbritz 54’ Wenninger 79’ Beckmann |

| Arbitro: | Marija Kurtes (Düsseldorf) |

|                           |           |  |
| Miedema 14’ Behringer 39’ | Marcatori |  |

| Arbitro: | Mirka Derlin (Bad Schwartau) |

|  |           |                                    |
|  | Marcatori | 97’ Lewandowski 112’, 114’ Miedema |

| Arbitro: | Kathrin Heimann (Gladbeck) |

|                              |           |             |
| Damnjanović 60’ Van Bonn 83’ | Marcatori | 34’ Miedema |

### UEFA Champions League
| Arbitro: | Katalin Kulcsár |

|               |           |             |
| R. Jansen 30’ | Marcatori | 85’ Leupolz |

| Arbitro: | Kateryna Monzul' |

|                                       |           |                                 |
| Erman 29’ (aut.) Behringer 75’ (rig.) | Marcatori | 13’ Roord 56’ (rig.) Roetgering |

## Statistiche

### Statistiche di squadra
| Competizione         | Punti | In casa | In casa | In casa | In casa | In casa | In casa | In trasferta | In trasferta | In trasferta | In trasferta | In trasferta | In trasferta | Totale | Totale | Totale | Totale | Totale | Totale | DR  |
| Competizione         | Punti | G       | V       | N       | P       | Gf      | Gs      | G            | V            | N            | P            | Gf           | Gs           | G      | V      | N      | P      | Gf     | Gs     | DR  |
| -------------------- | ----- | ------- | ------- | ------- | ------- | ------- | ------- | ------------ | ------------ | ------------ | ------------ | ------------ | ------------ | ------ | ------ | ------ | ------ | ------ | ------ | --- |
| Frauen Bundesliga    | 57    | 11      | 9       | 1       | 1       | 23      | 5       | 11           | 9            | 2            | 0            | 24           | 3            | 22     | 18     | 3      | 1      | 47     | 8      | +39 |
| DFB-Pokal der Frauen | -     | 1       | 1       | 0       | 0       | 2       | 0       | 3            | 2            | 0            | 1            | 7            | 2            | 4      | 3      | 0      | 1      | 9      | 2      | +7  |
| Champions League     | -     | 1       | 0       | 1       | 0       | 2       | 2       | 1            | 0            | 1            | 0            | 1            | 1            | 2      | 0      | 2      | 0      | 3      | 3      | 0   |
| Totale               | -     | 13      | 10      | 2       | 1       | 27      | 7       | 15           | 11           | 3            | 1            | 32           | 6            | 28     | 21     | 5      | 2      | 59     | 13     | +46 |

### Andamento in campionato
| Giornata  | 1 | 2 | 3 | 4 | 5 | 6 | 7 | 8 | 9 | 10 | 11 | 12 | 13 | 14 | 15 | 16 | 17 | 18 | 19 | 20 | 21 | 22 |
| --------- | - | - | - | - | - | - | - | - | - | -- | -- | -- | -- | -- | -- | -- | -- | -- | -- | -- | -- | -- |
| Luogo     | C | T | C | T | T | C | T | C | T | C  | T  | T  | C  | T  | C  | C  | T  | C  | T  | C  | T  | C  |
| Risultato | V | V | V | V | N | V | V | V | V | V  | V  | V  | V  | N  | V  | V  | V  | P  | V  | V  | V  | N  |
| Posizione | 4 | 2 | 1 | 1 | 1 | 1 | 1 | 1 | 1 | 1  | 1  | 1  | 1  | 1  | 1  | 1  | 1  | 1  | 1  | 1  | 1  | 1  |

Legenda:

Luogo: C = Casa; T = Trasferta. Risultato: V = Vittoria; N = Pareggio; P = Sconfitta.

### Statistiche delle giocatrici
| Giocatore        | Frauen-Bundesliga | Frauen-Bundesliga | Frauen-Bundesliga | Frauen-Bundesliga | DFB-Pokal der Frauen | DFB-Pokal der Frauen | DFB-Pokal der Frauen | DFB-Pokal der Frauen | Champions League | Champions League | Champions League | Champions League | Totale   | Totale | Totale      | Totale     |
| Giocatore        | Presenze          | Reti              | Ammonizioni       | Espulsioni        | Presenze             | Reti                 | Ammonizioni          | Espulsioni           | Presenze         | Reti             | Ammonizioni      | Espulsioni       | Presenze | Reti   | Ammonizioni | Espulsioni |
| ---------------- | ----------------- | ----------------- | ----------------- | ----------------- | -------------------- | -------------------- | -------------------- | -------------------- | ---------------- | ---------------- | ---------------- | ---------------- | -------- | ------ | ----------- | ---------- |
| C. Abbé          | 18                | 2                 | 1                 | 0                 | 3                    | 0                    | 0                    | 0                    | 1                | 0                | 0                | 0                | 22       | 2      | 1           | 0          |
| K. Baunach       | 1                 | 0                 | 0                 | 0                 | -                    | -                    | -                    | -                    | -                | -                | -                | -                | 1        | 0      | 0           | 0          |
| E. Beckmann      | 9                 | 0                 | 0                 | 0                 | 3                    | 1                    | 0                    | 0                    | -                | -                | -                | -                | 12       | 1      | 0           | 0          |
| M. Behringer     | 21                | 7                 | 2                 | 0                 | 4                    | 1                    | 0                    | 0                    | 2                | 1                | 0                | 0                | 27       | 9      | 2           | 0          |
| V. Boquete       | 9                 | 0                 | 1                 | 0                 | -                    | -                    | -                    | -                    | -                | -                | -                | -                | 9        | 0      | 1           | 0          |
| V. Bürki         | 6                 | 0                 | 0                 | 0                 | 2                    | 0                    | 1                    | 0                    | 1                | 0                | 0                | 0                | 9        | 0      | 1           | 0          |
| S. Däbritz       | 22                | 9                 | 0                 | 0                 | 4                    | 1                    | 0                    | 0                    | 2                | 0                | 0                | 0                | 28       | 10     | 0           | 0          |
| L. Evans         | 17                | 2                 | 1                 | 0                 | 1                    | 0                    | 0                    | 0                    | 2                | 1                | 0                | 0                | 20       | 3      | 1           | 0          |
| C. Falknor       | 6                 | 0                 | 0                 | 0                 | -                    | -                    | -                    | -                    | -                | -                | -                | -                | 6        | 0      | 0           | 0          |
| L. Feiersinger   | 5                 | 0                 | 0                 | 0                 | 2                    | 0                    | 0                    | 0                    | -                | -                | -                | -                | 7        | 0      | 0           | 0          |
| J. Gaugigl       | -                 | -                 | -                 | -                 | -                    | -                    | -                    | -                    | -                | -                | -                | -                | -        | -      | -           | -          |
| N. Holstad Berge | 22                | 1                 | 0                 | 0                 | 4                    | 0                    | 0                    | 0                    | 2                | 0                | 0                | 0                | 28       | 1      | 0           | 0          |
| T-R. Korpela     | 18                | -7                | 0                 | 0                 | 4                    | -2                   | 0                    | 0                    | 2                | -3               | 0                | 0                | 24       | -12    | 0           | 0          |
| M. Iwabuchi      | 8                 | 2                 | 0                 | 0                 | 1                    | 0                    | 0                    | 0                    | -                | -                | -                | -                | 9        | 2      | 0           | 0          |
| M. Leupolz       | 17                | 2                 | 3                 | 0                 | 4                    | 0                    | 0                    | 0                    | 2                | 1                | 1                | 0                | 23       | 3      | 4           | 0          |
| G. Lewandowski   | 21                | 4                 | 2                 | 0                 | 4                    | 1                    | 0                    | 0                    | 2                | 0                | 0                | 0                | 27       | 5      | 2           | 0          |
| L. Lotzen        | -                 | -                 | -                 | -                 | -                    | -                    | -                    | -                    | -                | -                | -                | -                | -        | -      | -           | -          |
| L. Maier         | 18                | 0                 | 3                 | 0                 | 4                    | 0                    | 1                    | 0                    | 2                | 0                | 0                | 0                | 24       | 0      | 4           | 0          |
| R. Manieri       | 3                 | 0                 | 0                 | 0                 | 0                    | 0                    | 0                    | 0                    | -                | -                | -                | -                | 3        | 0      | 0           | 0          |
| K. Mewis         | 7                 | 1                 | 0                 | 0                 | 2                    | 0                    | 0                    | 0                    | 2                | 0                | 0                | 0                | 11       | 1      | 0           | 0          |
| V. Miedema       | 22                | 14                | 1                 | 0                 | 4                    | 4                    | 0                    | 0                    | 2                | 0                | 0                | 0                | 28       | 18     | 1           | 0          |
| M. Pekel         | -                 | -                 | -                 | -                 | -                    | -                    | -                    | -                    | -                | -                | -                | -                | -        | -      | -           | -          |
| N. Rolser        | 16                | 2                 | 1                 | 0                 | 3                    | 0                    | 1                    | 0                    | 2                | 0                | 0                | 0                | 21       | 2      | 2           | 0          |
| S. Romert        | -                 | -                 | -                 | -                 | -                    | -                    | -                    | -                    | -                | -                | -                | -                | -        | -      | -           | -          |
| V. Schnaderbeck  | 22                | 0                 | 0                 | 0                 | 3                    | 0                    | 1                    | 0                    | 2                | 0                | 0                | 0                | 27       | 0      | 1           | 0          |
| K. Stengel       | 2                 | 0                 | 0                 | 0                 | -                    | -                    | -                    | -                    | -                | -                | -                | -                | 2        | 0      | 0           | 0          |
| R. Walkling      | -                 | -                 | -                 | -                 | -                    | -                    | -                    | -                    | -                | -                | -                | -                | -        | -      | -           | -          |
| F. Weber         | -                 | -                 | -                 | -                 | -                    | -                    | -                    | -                    | -                | -                | -                | -                | -        | -      | -           | -          |
| C. Wenninger     | 13                | 0                 | 3                 | 0                 | 4                    | 1                    | 0                    | 0                    | 1                | 0                | 0                | 0                | 18       | 1      | 3           | 0          |
| A. Wimmer        | -                 | -                 | -                 | -                 | -                    | -                    | -                    | -                    | -                | -                | -                | -                | -        | -      | -           | -          |
| M. Zinsberger    | 4                 | -1                | 0                 | 0                 | -                    | -                    | -                    | -                    | -                | -                | -                | -                | 4        | -1     | 0           | 0          |